# ボンガ
ボンガ・クウェンダ（Bonga Kwenda）出生名はジョゼ・アデリーノ・バルセロー・デ・カルヴァーリョ（José Adelino Barceló de Carvalho）、ボンガとして良く知られている、はアンゴラ出身のポップス歌手であり、ソングライターである 。ボンガは1943年にベンゴ州で生まれ、23歳の時にアスリートとなるためにアンゴラを離れ、400m走のポルトガル記録を獲得した（当時のアンゴラは、ポルトガルの五つのアフリカ植民地の内の一つだった）。彼は15歳から既に歌手としてのキャリアを重ねていた。
ボンガは1972年に陸上競技を断念し、もっぱら音楽に集中し、すぐに彼の祖国と、ポルトガルの在外植民地出身者の間でのヒットによって有名になり、アフリカ人とポルトガル人の双方に受け入れられた。彼は30枚のアルバムをリリースし、ポルトガル語とアンゴラの伝統言語で歌う。彼のトラックはポルトガルのフォークサウンドと、センバ、キゾンバ、ラテン要素の融合である。
一方アンゴラは未だにポルトガル植民地であり、ボンガは率直な独立の支持者であった。このことは彼が1970年代初頭にアンゴラから追放されることにつながった。彼が1stアルバムであるAngola 72をリリースしたのはこの期間である。
この頃、ポルトガルは抑圧的な右翼のアントニオ・デ・オリヴェイラ・サラザール政権によって統治されていた。同時期にアンゴラ人は旅行を含むあらゆる習慣を制限されていた。彼等はまた通常、ポルトガルの市民権を否定されていた。ボンガのスター・アスリートとしての地位は彼に稀な移動の自由を許し、一方彼はしばしば追放された自由の戦士達と同胞にメッセージを運んだ。独立運動が過熱したため、ボンガはロッテルダムに追放され、そこで1972年に1stアルバムのAngola 72を録音し、ボンガ・クウェンダの名を採用した。アルバムの扇動的な歌詞によりアンゴラでボンガの逮捕状が出されたことは、1975年にアンゴラが独立するまで彼をドイツ、ベルギー、フランスなどに放浪させた。ヨーロッパでは、ボンガは他のポルトガル語を話すミュージシャンに出会い、既に多様だった彼の音楽スタイルにサンバサウンドを採用した。
アンゴラ独立後のボンガはリスボン、パリ、アンゴラに居を構えた。脱植民地化後のアンゴラの生活は腐敗、卑劣、蛮行、果てしない血塗られた内戦として描かれ、ボンガは全陣営の政治指導者を批判し続けた。ボンガの平和と良心の声は、彼がどこにあるかを問題にせずに彼をアンゴラ人の英雄に押し上げ続けた。彼は猛烈に非暴力の理想に専念し続け、シンプルにこう語っている。「我々は他者を不快にせずに生きねばならない。」

## アルバム
- Angola 72 (1972)
- Angola 74 (1974)
- Raízes (1975)
- Angola 76 (1976)
- Racines (1978)
- Kandandu (1980
- Kualuka Kuetu (1983)
- Marika (1984)
- Sentimento (1985)
- Massemba (1987)
- Reflexão (1988)
- Malembe Malembe (1989)
- Diaka (1990)
- Jingonça (1991)
- Pax Em Angola (1991)
- Gerações (1992)
- Mutamba (1993)
- Tropicalíssimo (1993)
- Traditional Angolan Music (1993)
- Fogo na Kanjica (1994)
- O Homem do Saco (1995)
- Preto e Branco (1996)

- Roça de Jindungo (1997)
- Dendém de Açúcar (1998)
- Falar de Assim (1999)
- Mulemba Xangola (2001)
- Kaxexe (2003)
- Maiorais (2004)
- Bairro (2009)

## コンピレーション
- Angola (1988)
- Paz em Angola (1991)
- Katendu (1993)
- 20 Sucessos de Ouro (1995)

## ライブ
- Swinga Swinga (1996)
- Bonga Live (2005)

## 脚註
1. ↑  Davis, Clive (2009) "Bonga Bairro", The Sunday Times, 18 January 2009